# Guillaume de Pesserat
Guillaume de Pesserat est un prélat comtadin, évêque de Vaison au XVe siècle.

## Biographie
Guillaume est nommé évêque de Vaison par l'antipape Benoît XIII.